# Anastasios II. von Antiochien
Anastasios II. von Antiochien, auch Anastasius († 609) war rum-orthodoxer Patriarch von Antiochien.
Als Nachfolger von Anastasios I. war er ab 599 Patriarch von Antiochien (Syrien). In seinen nicht erhaltenen Schriften bekämpfte er die Juden, die ihn bei einem Aufstand ermordeten.
Er wird als Heiliger und Märtyrer verehrt. Sein Gedenktag ist der 21. Dezember.